# كلين وفاجنر
كلين وفاجنر (بالألمانية: Klein und Wagner) رواية قصيرة من تأليف السويسري الألماني الأصل هرمان هيسه، كتبها في ربيع وصيف عام 1919 جنباً إلى جنب مع روايته الأخرى «كلينجزور في صيفه الأخير» (Klingsors letzter Sommer)، ظهرت الطبعة الأولى للرواية في عام 1920.
كلين وفاجنر تعد من أقل أعمال هيسه شهرة مقارنة مع روايات أخرى له.

## وصلات خارجية
| - كلين وفاجنر، على كتب جوجل. - كلين وفاجنر، على الفهرس العالمي. | - كلين وفاجنر، على جود ريدز. - كلين وفاجنر، على مكتبة جامعة هارفارد. |  |